# پایپر نیون
پایپر نیون (انگلیسی: Piper Niven؛ زادهٔ ۶ مهٔ ۱۹۹۱) کشتی‌گیر کشتی حرفه‌ای اهل بریتانیا است.